# 푸에르토리코섬

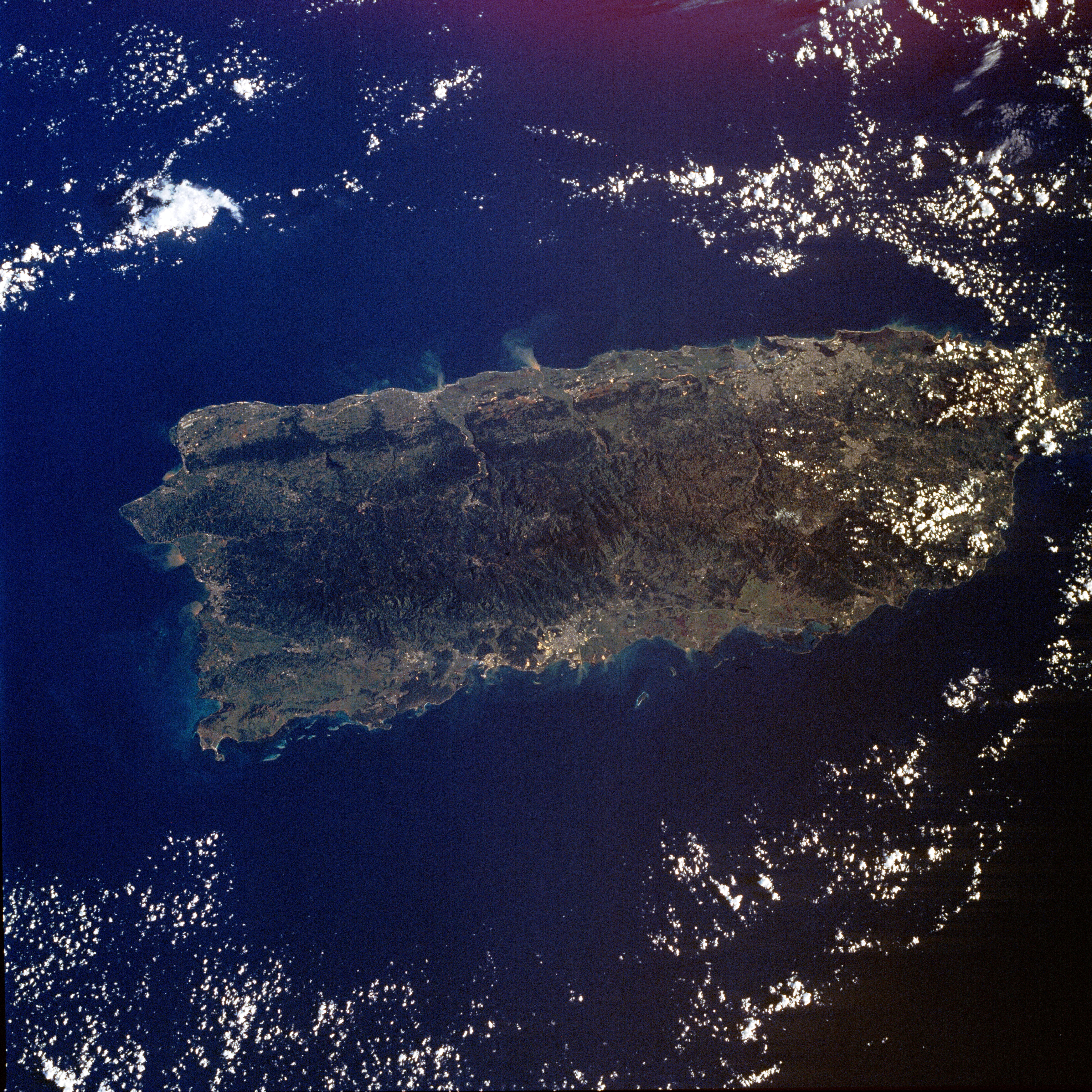
푸에르토리코섬의 위성 사진

푸에르토리코섬(Puerto Rico)은 카리브해의 대앤틸리스 제도에 있는 섬이다. 미국에서 가장 크고 인구가 많은 해외 영토인 푸에르토리코의 본섬이다.
푸에르토리코섬의 길이는 약 170km, 폭은 60km이다. 산이 많은 섬으로 북쪽과 남쪽에 넓은 해안 지역이 있다. 가장 높은 봉우리는 1,338m의 세로데푼타산이다.